# Yoshito Terakawa
Yoshito Terakawa (jap. 寺川 能人 Terakawa Yoshito; ur. 6 września 1974) – japoński piłkarz występujący na pozycji pomocnika.

## Kariera klubowa
Od 1993 do 2012 roku występował w klubach Yokohama Marinos, JEF United Ichihara, Albirex Niigata, Oita Trinita, Shonan Bellmare i FC Ryukyu.